# رايت ماسي
رايت ماسي (بالإنجليزية: Wright Massey)‏ هو مهندس معماري أمريكي، ولد في 21 يونيو 1953 في إليزابيث سيتي في الولايات المتحدة.